# Янтарки (род)
Янтарки (лат. Succinea) — род лёгочных улиток из одноимённого семейства (Succineidae) отряда стебельчатоглазых.

## Внешний вид и строение
Тонкая прозрачная продолговатая раковина с небольшим завитком из немногочисленных оборотов и большим отверстием. Животное может втягиваться в неё, но часто едва помещается в ней. Верхние щупальца цилиндрические, немного вздутые на концах, нижние очень короткие. Ротовой аппарат состоит из челюсти с зазубренным свободным краем или с выступом посредине и радулы, средние зубы которой с тремя остриями, боковые с 2 или 3, краевые зазубренные.

## Распространение и места обитания
Около 200 видов, распространённых во всех частях света. Живут на водяных растениях по берегам пресных вод, на болотах, а также вообще на растениях в сырых местах. Разные виды представляют в этом отношении значительные различия; некоторые виды держатся почти исключительно близко около воды, другие могут встречаться далеко от воды и сырых мест. Подобно прудовикам, некоторые янтарки могут двигаться по поверхности воды, обращённой кверху подошвой ноги.

## Виды
Род включает следующие виды:
- Succinea angustior (C. B. Adams, 1850)[3]
- † Succinea antiqua Colbeau, 1867
- Succinea approximans Shuttleworth, 1854[4]
- Succinea arangoi Pfeiffer, 1866[3]
- Succinea archeyi Powell, 1933[5]
- Succinea barberi (W. B. Marshall, 1926)[6]
- Succinea aurea Lea, 1841[3]
- Succinea brevis Dunker in Pfeiffer, 1850[3]
- Succinea californica P. Fischer and Crosse, 1878[6]
- Succinea campestris Say, 1817[6]
- Succinea chittenangoensis Pilsbry, 1908[6]
- Succinea costaricana von Martens, 1898[7]
- Succinea floridana Pilsbry, 1905[6]
- Succinea forsheyi I. Lea, 1864[6]
- Succinea fulgens Lea, 1841[3]
- Succinea gabbi Tryon, 1866[6]
- Succinea greeri Tryon, 1866[6]
- Succinea greerii Tryon, 1866[6]
- Succinea grosvenori I. Lea, 1864[6]
- Succinea gundlachi Pfeiffer, 1852[3]
- Succinea indiana Pilsbry, 1905[6]
- Succinea luteola Gould, 1848[6]
- Succinea macta Poey, 1858[3]
- Succinea nobilis Poey, 1853[3]
- Succinea ochracina Gundlach in Poey, 1858[3]
- Succinea oregonensis I. Lea, 1841[6]
- Succinea paralia Hubricht, 1983[6]
- Succinea pennsylvanica Pilsbry, 1948[6]
- Succinea pseudavara Webb, 1954[6]
- Янтарка обыкновенная[8] (Succinea putris) (Linnaeus, 1758)[6]
- Succinea rusticana Gould, 1846[6]
- Succinea sagra d’Orbigny, 1842[3]
- † Succinea schumacheri[9]
- Succinea solastra Hubricht, 1961[6]
- Succinea strigata Pfeiffer, 1855[6]
- Succinea tenella[10]
- Succinea tenuis Gundlach in Poey, 1858[3]
- Succinea unicolor Tryon, 1866[6]
- Succinea urbana Hubricht, 1961[6]
- Succinea vaginacontorta C. B. Lee, 1951[6]
- Succinea wilsoni I. Lea, 1864[6]
- Succinea wilsonii I. Lea, 1864[6]

Синонимы:
- Succinea ovalis Say, 1817[6] является синонимом для Novisuccinea ovalis (Say, 1817)

Дополнительные виды, взятые из списка Красный МСОП::
- Succinea philippinica
- Succinea piratarum
- Succinea quadrasi
- Succinea sanctaehelenae